# Собчук Семен Тимофійович
Семен Тимофійович Собчук (1909, село Маленки, тепер Красилівського району Хмельницької області — 30 жовтня 1963, місто Шепетівка Хмельницької області) — український радянський діяч, 1-й секретар Городоцького і Шепетівського районних комітетів КПУ Кам'янець-Подільської (Хмельницької) області. Депутат Верховної Ради УРСР 2-го скликання.

## Біографія
Народився в родині бідного селянина-наймита. З тринадцятирічного віку працював робітником Терешківської економії (потім — радгоспу) на Поділлі. Навчався в партійній і сільськогосподарській школах.
Член ВКП(б) з лютого 1931 року.
Працював на радянській та комсомольській роботах. З 1931 по 1933 рік служив у Червоній армії. Після демобілізації повернувся на комсомольську роботу.
У 1937—1939 роках — інструктор Кам'янець-Подільського обласного комітету КП(б)У.
У 1939—1941 роках — 1-й секретар Меджибізького районного комітету КП(б)У Кам'янець-Подільської області.
Під час німецько-радянської війни — в евакуації, перебував на партійній роботі в Саратовській області РРФСР.
У 1944 — жовтні 1953 року — 1-й секретар Городоцького районного комітету КП(б)У Кам'янець-Подільської області; завідувач торгового відділу виконавчого комітету Кам'янець-Подільської обласної ради депутатів трудящих.
У 1953 — 10 липня 1961 року — 1-й секретар Шепетівського районного комітету КПУ Хмельницької області. Увільнений від обов'язків 1-го секретаря райкому КПУ «за станом здоров'я».
З 1961 року — на пенсії. Очолював Шепетівський комбінат побутового обслуговування населення Хмельницької області.

## Нагороди
- орден Вітчизняної війни 1-го ст. (1.02.1945)
- два ордени Трудового Червоного Прапора (23.01.1948, 26.02.1958)
- медалі